# Trédrez-Locquémeau
Trédrez-Locquémeau è un comune francese di 1 485 abitanti situato nel dipartimento delle Côtes-d'Armor nella regione della Bretagna.

## Società

### Evoluzione demografica
Abitanti censiti